# ポケモンパーティミニ
『ポケモンパーティミニ』は、任天堂の子会社である株式会社ポケモンより2001年12月14日に発売されたポケモンミニ用ゲームソフト。

## 概要
ポケモンミニ本体に同梱されたソフトで、2002年4月26日に単品発売もされた。6種類のミニゲームが収録されており、一部のゲームはゲームキューブ用ソフト『ポケモンチャンネル 〜ピカチュウといっしょ!〜』に収録されている。

## ミニゲーム
ピカチュウのロケットスタート
本体が振動するのと同時にボタンを押し、その早さを競うゲーム。
ヤドキングジャッジ
飛んできたボールがコートの内側（イン）に入ったか、外側（アウト）に入ったかを判断するゲーム。『ポケモンチャンネル』に収録。
ラッキードリブル
ラッキーを操作してボールを蹴りながら前進するゲーム。ゴールまでの速さを競う。『ポケモンチャンネル』に収録。
キレイハナダンス
後ろにいるキレイハナと同じダンスをするゲーム。ダンスのパターンは上下左右とジャンプ（シェイク＝本体を振る）の5種類。
エビワラーボクシング
本体をシェイクして、エビワラーがパンチした回数を競うゲーム。振動した時にシェイクをするとカウントが減ってしまう。
ニューラ1on1
2人プレイ専用ゲーム。攻撃側が左右どちらに動くかを決め、守備側がそれを当てるゲーム。
しんけんしょうぶ
2～6人プレイ専用ゲーム。制限時間内に上記のミニゲームを遊び総得点を競うモード。
セレビィクロック
時計モード。アラーム・ストップウォッチも付属。